# Bohdan Sarnawski
Bohdan Ihorowycz Sarnawski (ukr. Богдан Ігорович Сарнавський, ur. 29 stycznia 1995 w Kijowie) – ukraiński piłkarz występujący na pozycji bramkarza w polskim klubie Lechia Gdańsk.

## Kariera klubowa
Wychowanek DJuFSz Dynamo Kijów oraz Arsenału Kijów. W wieku 18 lat debiutował w podstawowym składzie Arsenału Kijów. 18 czerwca 2013 podpisał 5-letni kontrakt z Szachtarem Donieck. 15 września 2016 kontrakt za obopólną zgodą został anulowany. 25 września 2016 zasilił skład rosyjskiego FK Ufa. Nie rozegrał żadnego meczu dlatego w styczniu 2017 podpisał 1,5-roczny kontrakt z Worskłą Połtawa. 10 stycznia 2018 za obopólną zgodą kontrakt został anulowany. W lutym 2018 podpisał kontrakt z Weresem Równe. W lipcu 2018 po zamianie miejsc ligowych dwóch klubów został piłkarzem FK Lwów. W kolejnych latach Sarnawski występował w SK Dnipro-1 i Krywbasie Krzywy Róg. W lipcu 2023 przeszedł do polskiego pierwszoligowca Lechii Gdańsk.

## Kariera reprezentacyjna
W latach 2011–2015 Sarnawski grał w młodzieżowych reprezentacjach Ukrainy w kategorii od U-16 do U-21.

## Sukcesy
Szachtar Donieck
- Puchar Ukrainy: 2015/16